# Cephalodella latifulcrum
Cephalodella latifulcrum is een raderdiertjessoort uit de familie Notommatidae. De wetenschappelijke naam van deze soort is voor het eerst geldig gepubliceerd in 1976 door B?rzi?š.